# 长沙镇 (重庆市)
长沙镇，是中华人民共和国重庆市开州区下辖的一个乡镇级行政单位。

## 行政区划
长沙镇下辖以下地区：
陈家社区、甜橙社区、锦橙社区、古迹社区、狮寨社区、齐圣村、分水村、双河村、黄山村、桔香村、天子村、回龙村、大面村、福城村、长沙村、义学村、兴农村、永利村、江庙村、谭银村、胡桥村、兼善村、狮子村、左元村和马鞍村。